# 英傑伝シリーズ
英傑伝シリーズ（えいけつでんしりーず）は、コーエー（旧社名「光栄」）から発売されているコンピュータゲームシリーズ。ジャンルはシミュレーションロールプレイングゲームである。
同社が提唱する独自のゲームジャンル「リコエイションゲーム」の1つであった『三國志英傑伝』が好評であったため、続編作品の発売に伴い独立したシリーズとなった。1998年に発売された『三國志曹操伝』を最後にシリーズ作品の発表は行われていない。
他社のシミュレーションロールプレイングゲーム作品と同様、ユニットを強化し各ステージをクリアしていく流れである。小説『三国志演義』や日本の戦国時代の歴史上の人物が題材にされており、「リコエイションゲーム」に比べ、よりストーリー性に重点が置かれている。また、物語は最初のうちは史実通りに展開するが、進行と共に架空の展開になるのも特徴である。

## シリーズ作品
三國志英傑伝
1995年2月にPC-98版が発売。蜀漢の初代皇帝劉備となって中国の統一・漢王朝の復興を目指すゲームである。
三國志孔明伝
1996年4月にWindows版が発売。蜀漢の丞相である諸葛亮（孔明）となって中国の統一・漢王朝の復興を目指す。
毛利元就 誓いの三矢
1997年5月にWindows版が発売。中国地方の覇者である戦国大名毛利家の発展を描いている。
織田信長伝
1998年9月にWindows版が発売。織田信長となって日本の統一を目指す。
三國志曹操伝
1998年12月にWindows版が発売。魏の太祖武帝曹操となって中国の統一を目指す。